# Eupteryx maruta
Eupteryx maruta är en insektsart som beskrevs av Irena Dworakowska 1971. Eupteryx maruta ingår i släktet Eupteryx och familjen dvärgstritar.
Artens utbredningsområde är Eritrea. Inga underarter finns listade i Catalogue of Life.